# The Residences at the Westin
The Residences at the Westin – wieżowiec w Providence, w stanie Rhode Island, w Stanach Zjednoczonych, o wysokości 116 m. Budynek został otwarty w 2007 i liczy 31 kondygnacji.